# Jean-François Leroy (photographe)
Pour les articles homonymes, voir Jean-François Leroy et Leroy.
Jean-François Leroy, né le 3 octobre 1956, est un journaliste et photographe français. Il organise et dirige le festival de photojournalisme Visa pour l'image à Perpignan.

## Biographie
Ancien photographe à l’agence Sipa Press, il collabore aux magazines Photo-Reporter, Le Photographe, Photo-Revue et devient rédacteur en chef de Photo Magazine de 1984 à 1987. Il est l’agent de Dominique Issermann en 1988.
Avec Yann Arthus-Bertrand, il participe en 1989 à l’organisation du projet « 3 Jours en France ».
Il rachète en juillet 2009 la société Images-Evidence dont il est président.
Jean-François Leroy organise et dirige le festival de photojournalisme Visa pour l'image, dont il est le cofondateur en 1989 avec Roger Thérond.

## Distinctions
- Chevalier de l'ordre des Arts et des Lettres[1].